# ربیدو د لا تره
ربیدو د لا تره (به اسپانیایی: Rabé de las Calzadas) یک شهرستان در اسپانیا است.